# Grimaldi Industri
La Grimaldi Industri è una holding svedese attiva principalmente nel campo della metalmeccanica e, tramite la controllata Cycleurope, nella produzione di biciclette. L'azienda, fondata nel 1970 da Salvatore Grimaldi, oggi controlla 22 aziende e marchi.

## Storia
L'azienda nasce nel 1970 a Köping, città di adozione dell'italiano emigrato in Svezia Salvatore Grimaldi. Grimaldi lavorava nella sede locale come tornitore presso l'azienda automobilistica Volvo, arrotondando con lavori paralleli fra i quali il tornitore di precisione, professione che svolgeva nel suo garage con l'impiego di una rettificatrice. Il successo in questo campo lo condusse a lasciare il lavoro presso la Volvo per dedicarsi interamente alla metalmeccanica, fondando la "Grimaldis Mekaniska Verkstad AB" (Officina Meccanica Grimaldi S.p.A.). In breve l'azienda divenne attiva principalmente nell'indotto dell'industria automobilistica, servendo aziende quali Saab e Scania. Nel 1973, la Grimaldi assume il primo dipendente e nel 1982 acquisisce la prima azienda, la AG Johansson Metallfabrik. Dopo aver acquisito altre due aziende, la Karlsson Spools e la Kohlswa Gety, nel 1988 Grimaldi restruttura l'azienda, fondando il marchio capogruppo "Grimaldi industri". Gli anni successivi sono caratterizzati dall'acquisizione di varie aziende specvializzate in diversi campi: nel 1988 la Grimaldi acquisisce l'azienda Toolex Alpha, divenendo un punto di riferimento della produzione di compact-disc; nel 1995 entra come azionista di maggioranza nell'azienda finanziaria VenCap Industrier, attiva nella Borsa di Stoccolma; fra il 1995 ed il 1999 l'azienda acquisisce una serie di marchi ed aziende di biciclette, fra le quali la Bianchi, vecchio sogno del patron Salvatore Grimaldi. Nel 2010 l'azienda fonda Bianchi Café & Cycles, un concept store dove si uniscono la vendita di biciclette e accessori Bianchi al servizio bar e ristorante italiano: il primo negozio apre a Stoccolma. Sempre nel campo della ristorazione, nel 2020, la Grimaldi compra il 20% della proprietà della Eataly di Stoccolma.

## Marchi
La holding gestisce diversi marchi in diversi campi, in particolare biciclette, tecnologia metalmeccanica ed ingegneristica, immobiliare e ristorazione.
- Grimaldis Mekaniska Verkstad (1970): l'azienda originale, ancora oggi attiva nel campo della tornitura di precisione.
- Karlsson Spools (1985): azienda specializzata in bobine idrauliche
- Cycleurope (1997): azienda specializzata nell'industria ciclistica (biciclette e accessori). L'azienda gestisce molti marchi del settore:
  - Bianchi
  - Chiorda
  - Crescent
  - Den Beste Sykkel (ex Øglænd DBS)
  - Everton
  - Gitane
  - Kildemoes
  - Micmo
  - Monark
  - Peugeot
  - Puch
  - Renault
- Monarkhuset: società immobiliare
- Plockmatic(2005): società specializzata in finiture di stampa e di posta. Controlla diversi marchi del settore:
  - Morgana (2013)
  - Watkiss (2018)
  - Intec Printing Solutions

### Marchi del passato
- AG Johansson Metallfabrik (1982-2011), azienda attiva nella produzione di macchinari per la metallurgia; venduta alla Indutrade[5].
- Contento Wassum Accademy (2010-?): società specializzata nella formazione digitale, in particolare nel campo finanziario; venduta alla Learnify. Nasce come fusione dei due società della Grimaldi
  - Contento Svenska (2000-2010)
  - Wassum (2010)
- Pricer (1998-?): società specializzata nell'etichettatura
- Legnano (1997-2012): azienda italiana di produzione biciclette. Acquisita insieme al marchi Bianchi, la Legnano venne destinata dall'azienda madre alla produzione di biciclette di fascia economica. Nel 2012 il marchio è stato ceduto all'azienda italiana Cicli Esperia.